# سمبل (لاعب رياضة إلكترونية)
أولكسندر أوليوهوفيتش كوستيلييف (بالأوكرانية: Олександр Олегович Костилєв)؛ (مواليد 2 أكتوبر 1997)، ويُعرف باسمه المستعار على الإنترنت s1mple (سِمْبُل)، هو لاعب رياضات إلكترونية محترف أوكراني في لعبة Counter-Strike 2، ويمثل حاليًا فريق FaZe Clan على سبيل الإعارة من فريق Natus Vincere.
يُعد s1mple على نطاق واسع أحد أعظم لاعبي سلسلة Counter-Strike في التاريخ، خصوصًا في إصدار Global Offensive، حيث صُنّف كأفضل لاعب في العالم من قِبل موقع HLTV في أعوام 2018، 2021، و2022.
عُرف s1mple بأسلوبه الهجومي، ومهاراته التي تتميز بالذكاء التكتيكي، وتجمع بين الدقة وسرعة ردّ الفعل، مما أهّله للفوز بعدد كبير من الجوائز الفردية وتحقيق أرقام قياسية في بطولات عالمية. كما لعب دورًا محوريًا في فوز فريق Natus Vincere بلقب PGL Major Stockholm 2021، حيث حصل على جائزة أفضل لاعب في البطولة (MVP).
ويُعتبر s1mple من الشخصيات المؤثرة في تاريخ اللعبة، وأحد اللاعبين الذين غيّروا شكل المنافسات الاحترافية في الألعاب عامة وخاصة Counter-Strike، وأصبح قدوة ومصدر إلهام للعديد من اللاعبين في مجتمع Counter-Strike حول العالم.

## الحياة المبكرة
وُلد أولكسندر كوستيلييف في 2 أكتوبر 1997 في مدينة كييف، عاصمة أوكرانيا. بدأ ممارسة لعبة Counter-Strike وهو في سن الرابعة، بتأثير من شقيقه الأكبر، حيث كان يشاهده وهو يلعب باستمرار، مما أثار اهتمامه بعالم الألعاب منذ سن مبكرة. وعند صدور Counter-Strike: Global Offensive في عام 2012، بدأ s1mple في لعبها، لينضم بعد عام فقط إلى أول فريق احترافي له في مسيرته، الأمر الذي مهّد له الطريق نحو مسيرة مبكرة في الرياضات الإلكترونية.

## مسيرته كلاعب محترف
| اللعبة                 | Counter-Strike 2 (وسابقًا Counter-Strike: Global Offensive)                                                                |
| الدور                  | قنّاص (AWPer) |
| الفريق الحالي          | FaZe Clan (إعارة من ناتوس فينسير)                                                                                         |
| الفرق السابقة          | Hellraisers، Flipsid3 Tactics، Team Liquid، Natus Vincere، Team Falcons                                                   |
| بداية النشاط الاحترافي | 2013 – الآن |
| أبرز الإنجازات         | • بطل PGL Major Stockholm 2021 • 21 مرة أفضل لاعب (MVP) في بطولات HLTV • أفضل لاعب في العالم بحسب HLTV (2018، 2021، 2022) |